# Netunice (tvrz)
Netunice jsou tvrz ve stejnojmenné obci v okrese Plzeň-jih. Byla postavena neznámým stavebníkem nejspíše během šestnáctého století a jako panské sídlo sloužila až do poslední čtvrtiny sedmnáctého století. Poté tvrz chátrala a v roce 1780 byla přestavěna na barokní sýpku. Budova tvrze je chráněná jako kulturní památka ČR.

## Historie
Panské sídlo v Netunicích existovalo snad již na konci dvanáctého století, kdy byl v letech 1192–1193 připomínán Jan z Netunic. Dochovaná tvrz byla vybudována neznámým stavebníkem nejspíše někdy po roce 1500, ale první písemná zmínka o ní pochází až z roku 1548, kdy si ji bratři Jan a Hynek Netuničtí z Nebílov nechali zapsat do desk zemských i s poplužním dvorem a celou vesnicí, které zdědili po svém otci Jaroslavu Netunickém z Nebílov. Po Janově smrti se jediným vlastníkem stal Hynek Netunický, který panství odkázal manželce Markétě z Doupova a zároveň jí přiznal dluh ve výši 625 kop míšeňských grošů. Panství posléze zdědila Hynkova sestra Dorota z Nebílov, zatímco Markétiny pohledávky byly vyplaceny. Dorota z Nebílov zemřela roku 1575 a pochována byla v prusínském kostele svatého Jakuba.
Písemné prameny o dalších majitelích se zachovaly až z konce šestnáctého století, kdy byl vlastníkem statku Josef Úlický z Plešnic. Jeho tři synové se rozdělili o rodový majetek tvořený Netunicemi, Úlicemi a Plešnicemi. Netunice získal Apolon Ladislav Úlický z Plešnic, který se roku 1615 psal „seděním na Netunicích“. Apolon Ladislav zemřel koncem dvacátých let sedmnáctého století. Vdova Anna Apoléna panství roku 1630 prodala Petrovi z Hartenberka, který v Netunicích žil do své smrti v roce 1634. Tvrz zdědil syn Jan z Hartenberka, který ji roku 1643 prodal se dvorem, vsí a podacím právem k prusínskému kostelu Mikuláši Mirabellovi z Treuhofu, plzeňskému měšťanovi a radnímu.
Mikuláš Mirabella zůstal vlastníkem panství do roku 1666, kdy je prodal Janu Jindřichu Šeflingerovi z Röhrsdorfu a jeho manželce Dorotě Benigně. Manželé se špatným hospodařením zadlužili tak, že nedokázali splácet kupní cenu, a roku 1670 se Mikuláš Mirabella stal opět úředním držitelem statku. Ten byl o dva roky nařízením soudu prodán Janu Bedřichu Vinklerovi z Heimfeldu. Dalším majitelem se stal svobodný pán Arnold Alois Engel z Engelflussu, který Netunice připojil k nebílovskému panství. Definitivně se Netunice staly součástí nebílovského panství až po roce 1685, kdy je získal hrabě Jan Jindřich z Kokořova. Opuštěná tvrz začala chátrat a roku 1780 byla upravena na sýpku. Od roku 1948 ji využívalo jednotné zemědělské družstvo, které budovu neudržovalo. Údržba neprobíhala ani po roce 1989, kdy ji získali potomci původních vlastníků, a tvrz se dostala do velmi špatného stavu. Zničeny byly omítky a zatékající voda poškodila stropy i obvodové zdivo.

## Stavební podoba
Polohu případného sídla ze dvanáctého století ani mladší tvrze z přelomu čtrnáctého a patnáctého století neznáme, i když podle Památkového katalogu gotické jádro budovy stálo již v roce 1427.
Původní budova tvrze byla trojkřídlá, ale jižní křídlo bylo nejpozději na počátku devatenáctého století zbořeno, takže půdorys dochované stavby má tvar písmena L. Z omítek se dochoval jen malý fragment se sgrafitovými psaníčky na západní straně. Do interiéru se vstupovalo z průjezdu v současném jižním křídle. Tento vstup byl po přestavbě na sýpku zrušen a nový zřízen v západní zdi. Vcházelo se do něj po vnějším schodišti, které bylo zanedbáním údržby těžce poškozeno. V přízemí se dochovaly tři místnosti zaklenuté valenými klenbami s výsečemi, zatímco v prvním patře byly všechny příčky zbourány. Při přestavbě byla také zazděna nebo zmenšena okna s kamennými ostěními.